# Phrurolithus kentuckyensis
Phrurolithus kentuckyensis är en spindelart som beskrevs av Chamberlin och Willis J. Gertsch 1930. Phrurolithus kentuckyensis ingår i släktet Phrurolithus och familjen flinkspindlar. Inga underarter finns listade i Catalogue of Life.